# Ñora

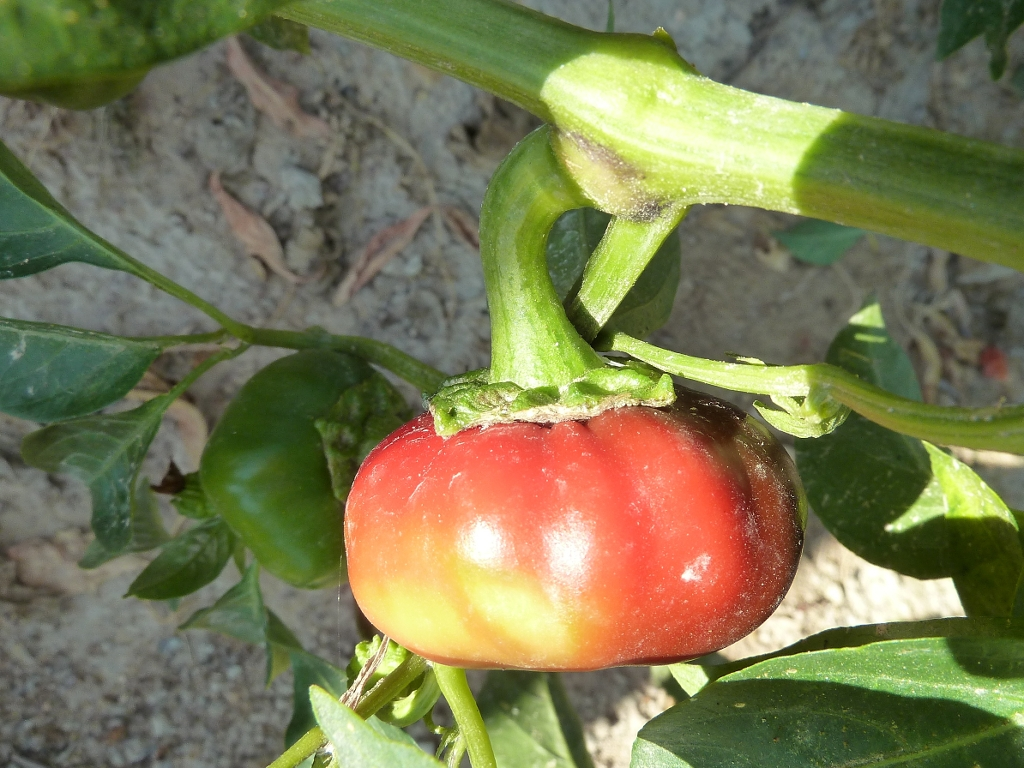
Ñora

Ñora, também conhecida como “pimiento-de-bola”, é uma pequena pimenta malagueta redonda e vermelha, com um sabor forte, mas não picante; é muitas vezes seca ao sol, ficando com uma cor vermelho escura, podendo ser confundida com o “pimiento-choricero”, apesar de terem sabor bastante diferente. É típica da culinária da Catalunha, onde é utilizada em vários pratos de peixe, arroz ou outros; uma das utilizações mais importantes é na preparação do molho romesco, que normalmente acompanha os calçots, mas também é popular em Valência e Murcia.  Aliás, a ñora que é uma variedade de Capsicum annuum pode ter obtido o seu nome do lugar de es:La Ñora (Murcia), ao redor do qual teria começado a ser cultivada. 